# 정은창
정은창(1969년 8월 17일~)은 대한민국의 장애인 탁구 선수로, 2000년 하계 패럴림픽에서 금메달을 획득했다.